# Place du Châtelet
De Place du Châtelet is een plein in het centrum van de Franse hoofdstad Parijs, gesitueerd op de rechteroever van de rivier de Seine in het 1e en 4e arrondissement. De naam is afgeleid van het Grand Châtelet, een vestingwerk dat hier ooit lag.

## Ligging en bereikbaarheid
Op de Place du Châtelet kruisen zich enkele bekende Parijse straten: de van oost naar west lopende straten Rue de Rivoli en Avenue Victoria, met de daaraan parallel lopende Seinekades Quai de la Mégisserie en Quai de Gesvres, en de noord-zuidstraten Rue Saint-Denis en Boulevard de Sébastopol, die beide aansluiten op de Pont au Change en de Boulevard du Palais (op het Île de la Cité). Door de centrale ligging op het kruispunt van deze hoofdstraten is het plein een belangrijk vervoersknooppunt.
Onder de Place du Châtelet ligt een belangrijk overstapstation voor de metro, Châtelet, met ingangen in het midden van het plein en aan de zijkanten. Het station wordt bedient door de metrolijnen 1, 4, 7, 11 en 14. Verder is het metrostation ondergronds verbonden met het RER-station Châtelet - Les Halles, waar de RER-lijnen A, B en D stoppen.

## Geschiedenis
Het plein kreeg zijn huidige naam pas in 1920. Het dankt die naam aan het vestingwerk Grand Châtelet ("Groot Kasteeltje"), dat hier tot 1802 stond. In de middeleeuwen lag hier de Rue devant-le-Châtelet, later Rue Saint-Leufroi genoemd, een straatje dat dwars door het Grand Châtelet liep.
Het Grand Châtelet was een kasteelachtige stadspoort, die in de middeleeuwen de toegang tot de belangrijke Seinebrug Pont au Change (of Grand Pont) moest beschermen. Na de bouw van de stadsmuur verloor het bouwwerk die functie en werd het de officiële residentie van de Prévôt de Paris, de deken van het koopliedengilde, die een belangrijke bestuursfunctie vervulde. Ook diende het als gerechtsgebouw, gevangenis en mortuarium. Aan de noordzijde lag een slachterij.
In 1802 werd het op bevel van Napoleon afgebroken, waarna hier een plein werd aangelegd. Behalve het Grand Châtelet verdwenen bij de sloop ook vijf straten: de Rue de la Joaillerie, de Rue du Pied de Boeuf, de Rue Saint-Leufroi, de Rue de la Triperie en de Rue Trop-Va-Qui-Dure. Een plan van 11 oktober 1806 van minister van Binnenlandse Zaken Champagny bepaalde de breedte van het plein op 62,5 meter.
In 1808 werd midden op het plein een triomfzuil opgericht ter herdenking van de Napoleontische overwinningen in de Coalitieoorlogen. Opdrachtgever was minister van Binnenlandse Zaken Emmanuel Crétet, die daarmee slechts een bevel van Napoleon opvolgde. Het monument was een ontwerp van de ingenieur François-Jean Bralle, die ook enkele fonteinen in Parijs ontwierp, zoals de Fontaine du Fellah en de Fontaine de Léda. De triomfzuil werd eveneens in een fontein geplaatst en kreeg de naam  Fontaine du Palmier ("Palmenfontein").
Tijdens de Julirevolutie van 1830 vond op het plein een bloedige confrontatie van de opstandelingen met de reguliere troepen plaats.
Het plein werd in 1854 opnieuw opgemeten als onderdeel van de grootscheepse herinrichting van Parijs onder leiding van Georges-Eugène Haussmann tijdens het Tweede Keizerrijk (1852-1870). Haussmann liet de bestaande bebouwing aan het plein voor een groot deel slopen. Daarbij verdween ook de Rue Pierre-à-Poisson. De palmenfontein met de triomfzuil werd in 1858 twaalf meter naar het westen verplaatst en kreeg een nieuw voetstuk en een nieuw bassin. De architect Gabriel Davioud ontwierp in opdracht van Haussmann twee imposante theaters, aan weerszijden van het plein: het Théâtre du Châtelet en het Théâtre de la Ville. Ze werden beide in 1862 in gebruik genomen.

## Beschrijving

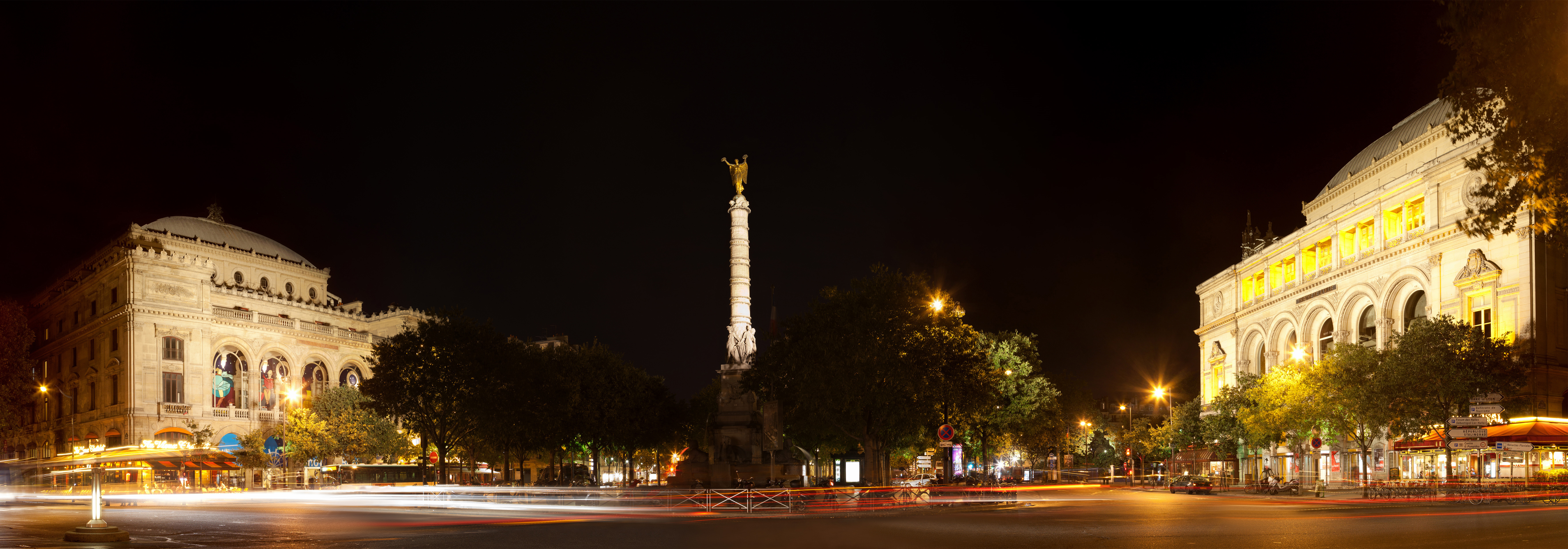
Place du Châtelet bij avond (2010). Links het Théâtre du Châtelet, rechts het Théâtre de la Ville. In het midden de Fontaine du Palmier

De Place du Châtelet bestaat uit een parkachtig middendeel omringd door enkele drukke verkeersstraten. Het middendeel is gereserveerd voor voetgangers. Hier staat de Fontaine du Palmier. Aan de zijkanten van het plein staan de twee theaters, waarvan de monumentale gevels de westzijde van het plein (Théâtre du Châtelet) en de oostzijde (Théâtre de la Ville) domineren.

### Fontaine du Palmier
De Fontaine du Palmier staat precies in het midden van de Place du Châtelet, in de as van de Pont au Change. Het monument uit 1808 bestaat uit een achttien meter hoge erezuil en een fontein, beide uitbundig versierd met beeldhouwwerk. In plaats van de klassieke gecanneleerde zuil met een kapiteel van acanthusbladeren, is bij deze triomfzuil de schacht uitgevoerd als een palmboomstam en is het kapiteel versierd met palmbladeren. Waarschijnlijk is het een verwijzing naar de Egyptische expeditie van Napoleon. De namen van de veldslagen waarin de Fransen zegevierden zijn te lezen op vijf banderollen met verguld bronzen letters die om de schacht gewikkeld zijn. Van beneden naar boven: Rivoli (1797), Piramiden (1798), Marengo (1800), Ulm (1805) en Danzig (1807).

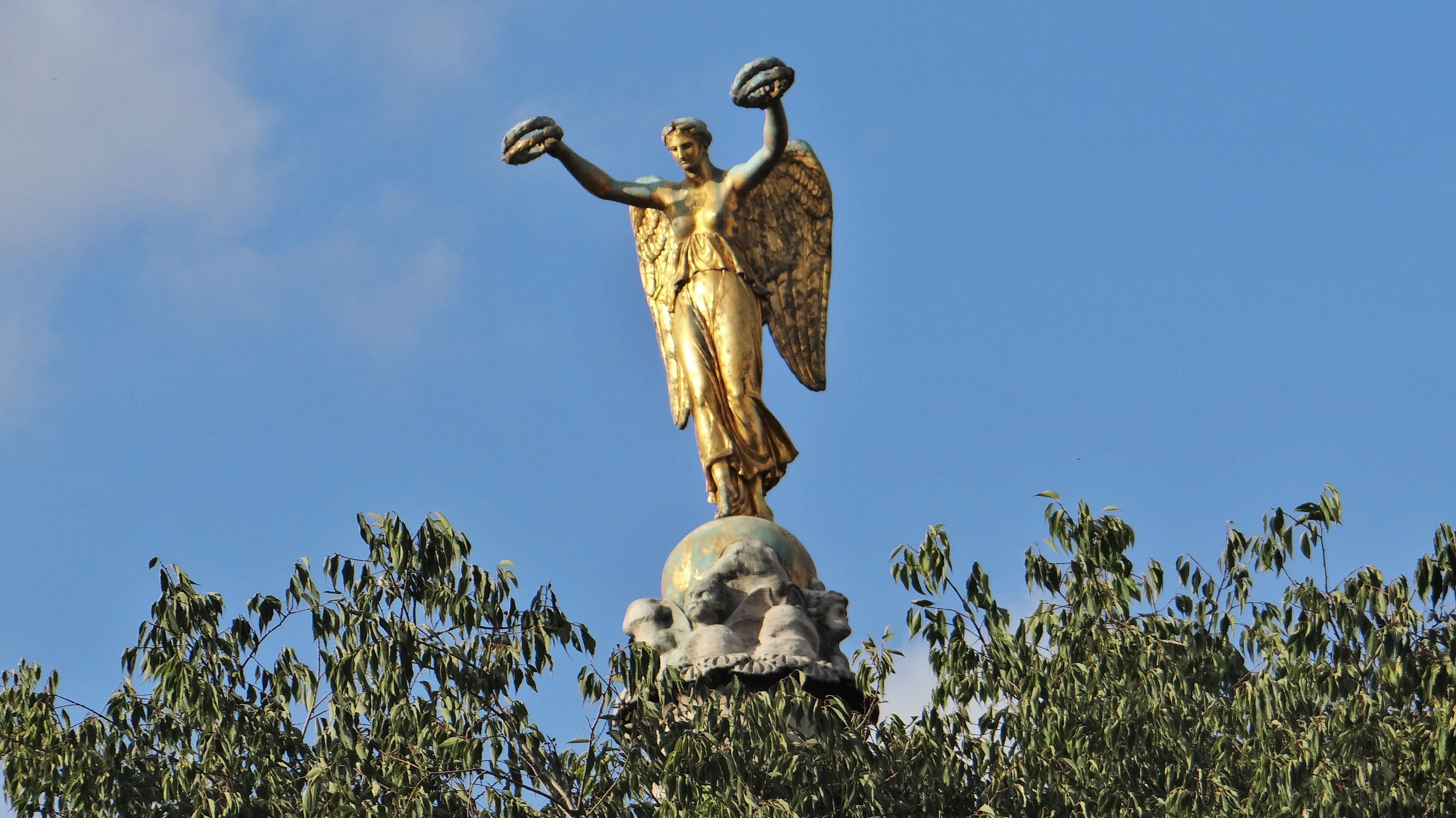
Victoria, uittorenend boven de bomen

Bovenop de zuil staat op een halve bol, enkele hybride wezens vertrappend, een verguld bronzen beeld van Victoria met ontbloot bovenlichaam en uitgestrekte armen. In elke hand houdt ze twee overwinningskransen. Het betreft een kopie uit 1898. Het originele beeld van Louis-Simon Boizot is sinds 1950 te zien in het Musée Carnavalet.
Het onderste gedeelte van de zuil is versierd met eikenbladeren en eikels. Rondom staan vier allegorische figuren die elkaars handen vasthouden. Ze vertegenwoordigen Kracht, Waakzaamheid, Wijsheid en Gerechtigheid. Tussen de figuren zijn verschillende attributen te herkennen, zoals de wetstafelen en de Gallische haan. De sokkel bestaat uit twee blokken hardsteen. Op de zijvlakken van de bovenste sokkel zijn reliëfs van Napoleontische adelaars in een lauwerkrans aangebracht. Op elk van de vier hoeken staat een hoorn des overvloeds die overgaat in een waterspuwende dolfijnenkop.
Bij de verplaatsing in 1858 kreeg de zuil een extra hoge sokkel en kreeg de fontein een nieuw bassin dat zich trapsgewijs versmalt. Dit is ontworpen door Gabriel Davioud. Daarnaast zijn er vier water spuitende sfinxen van Henri-Alfred Jacquemart toegevoegd.

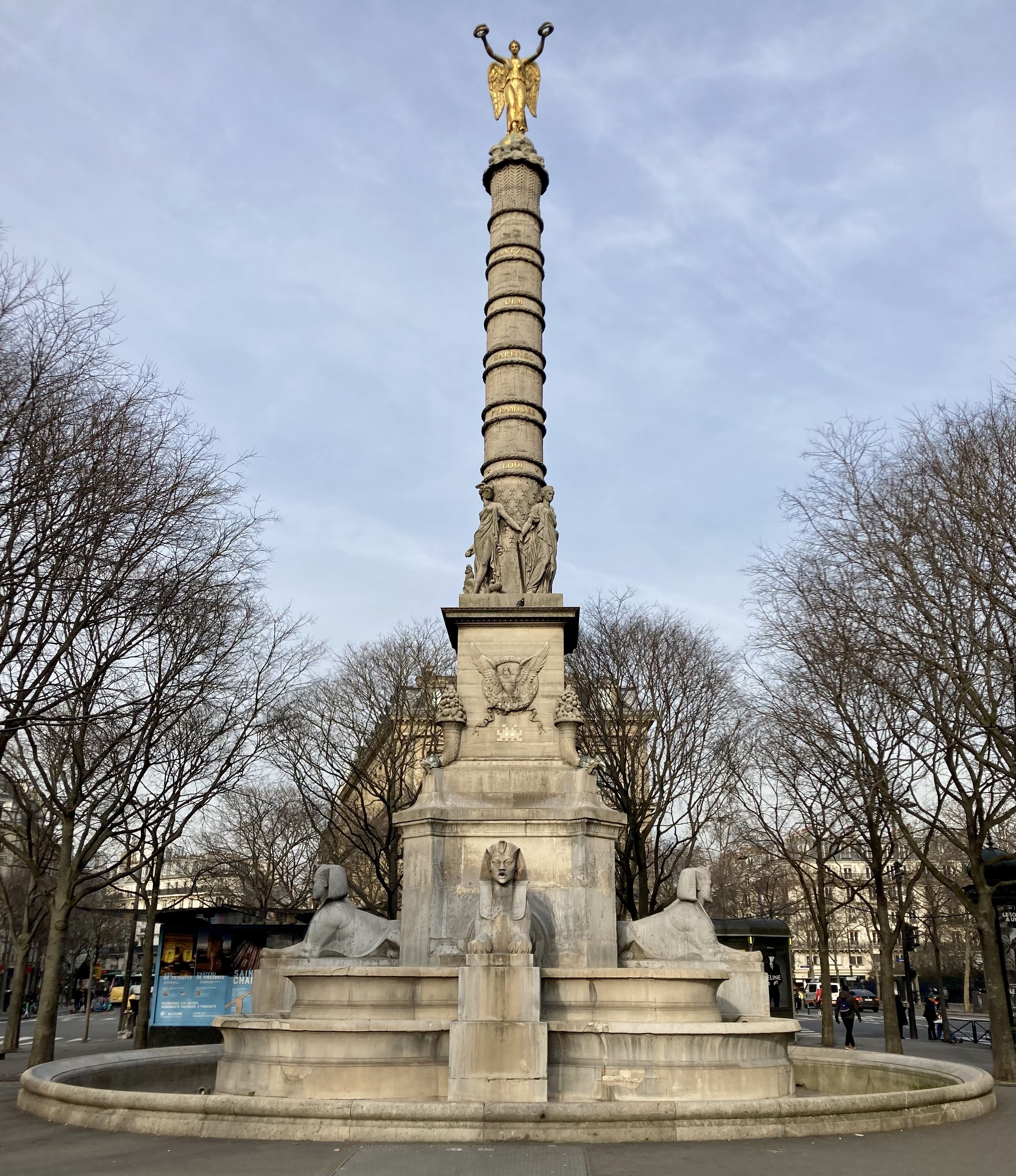
Overzicht
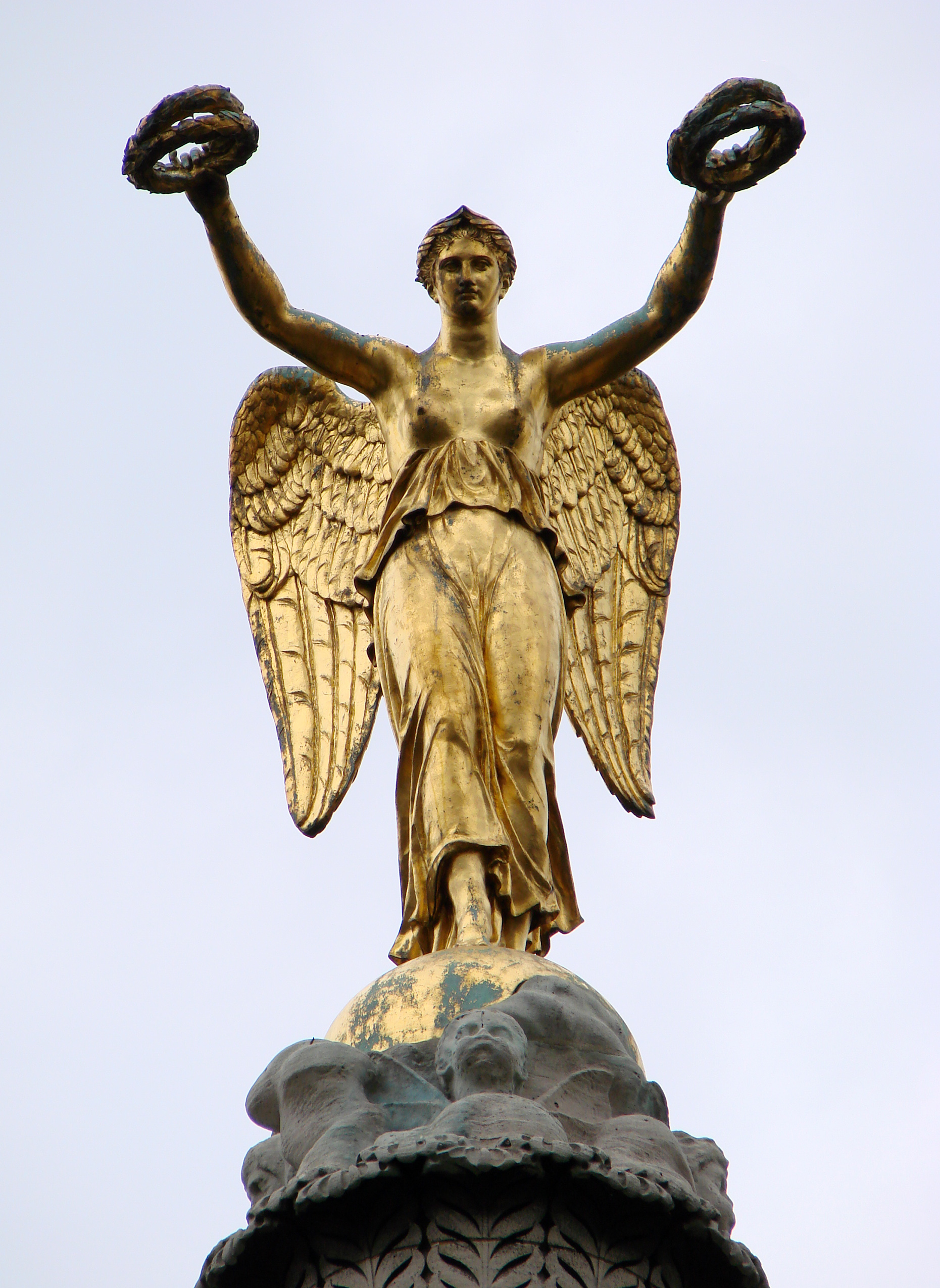
Victoria
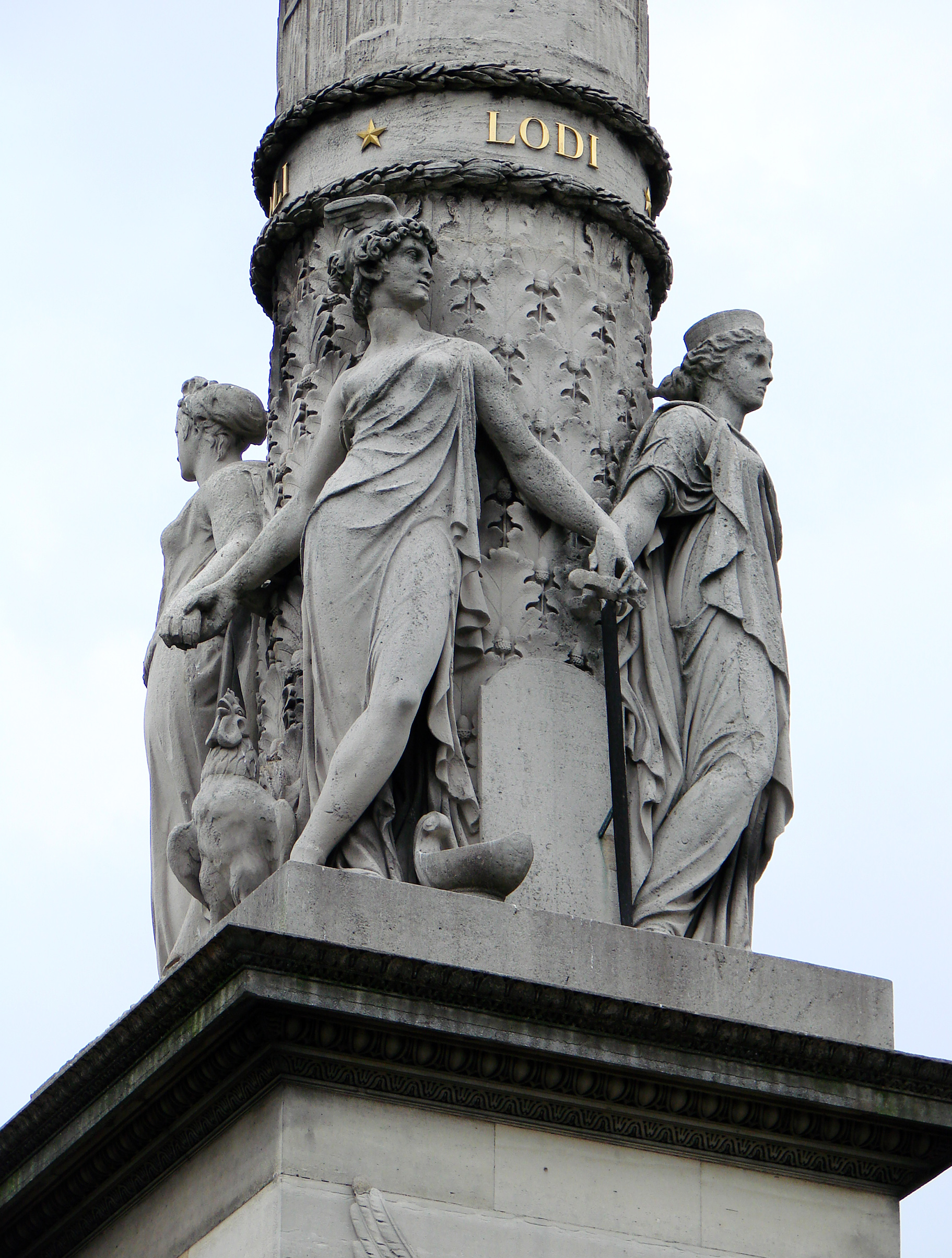
Allegorische figuren
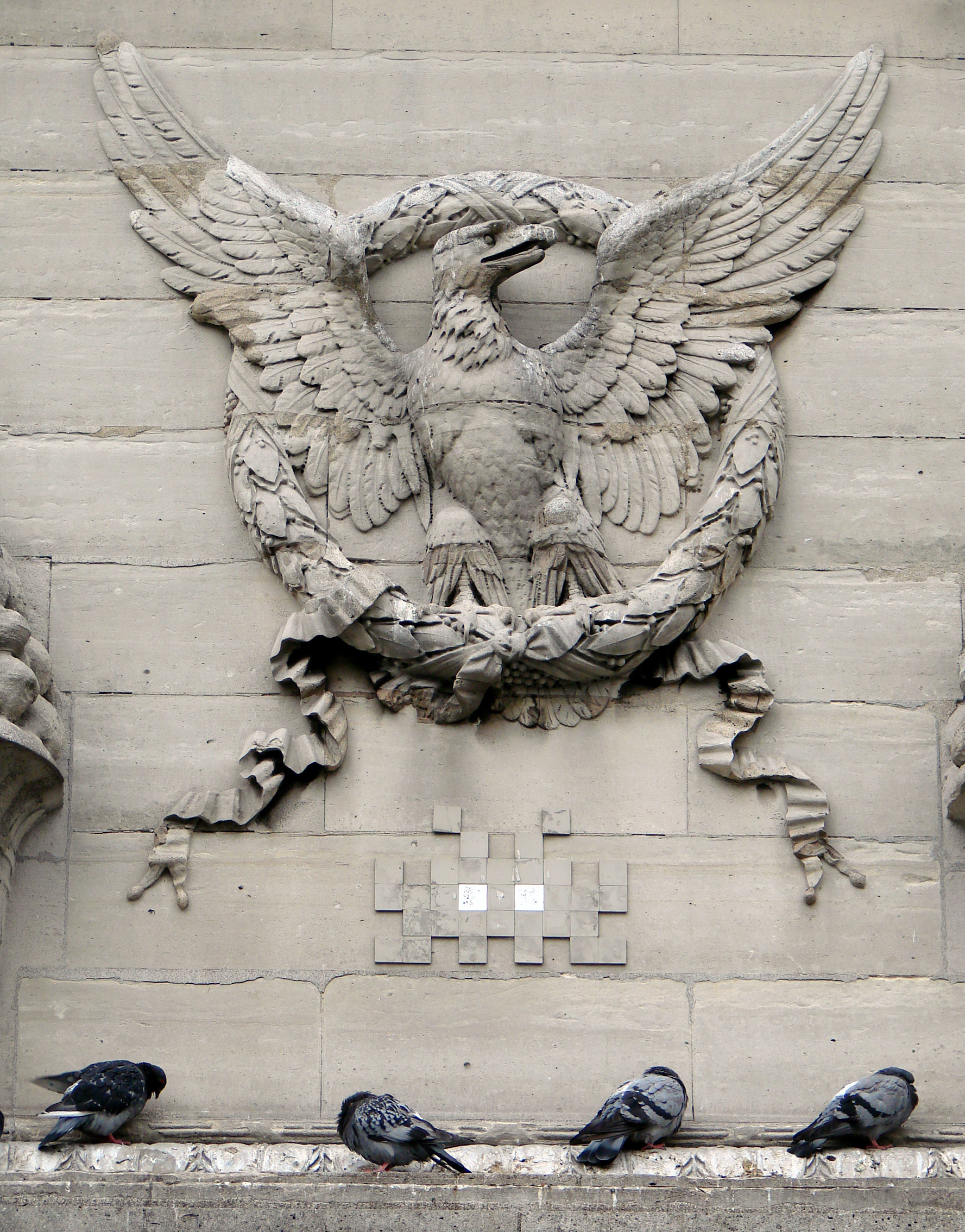
Napoleontische adelaar
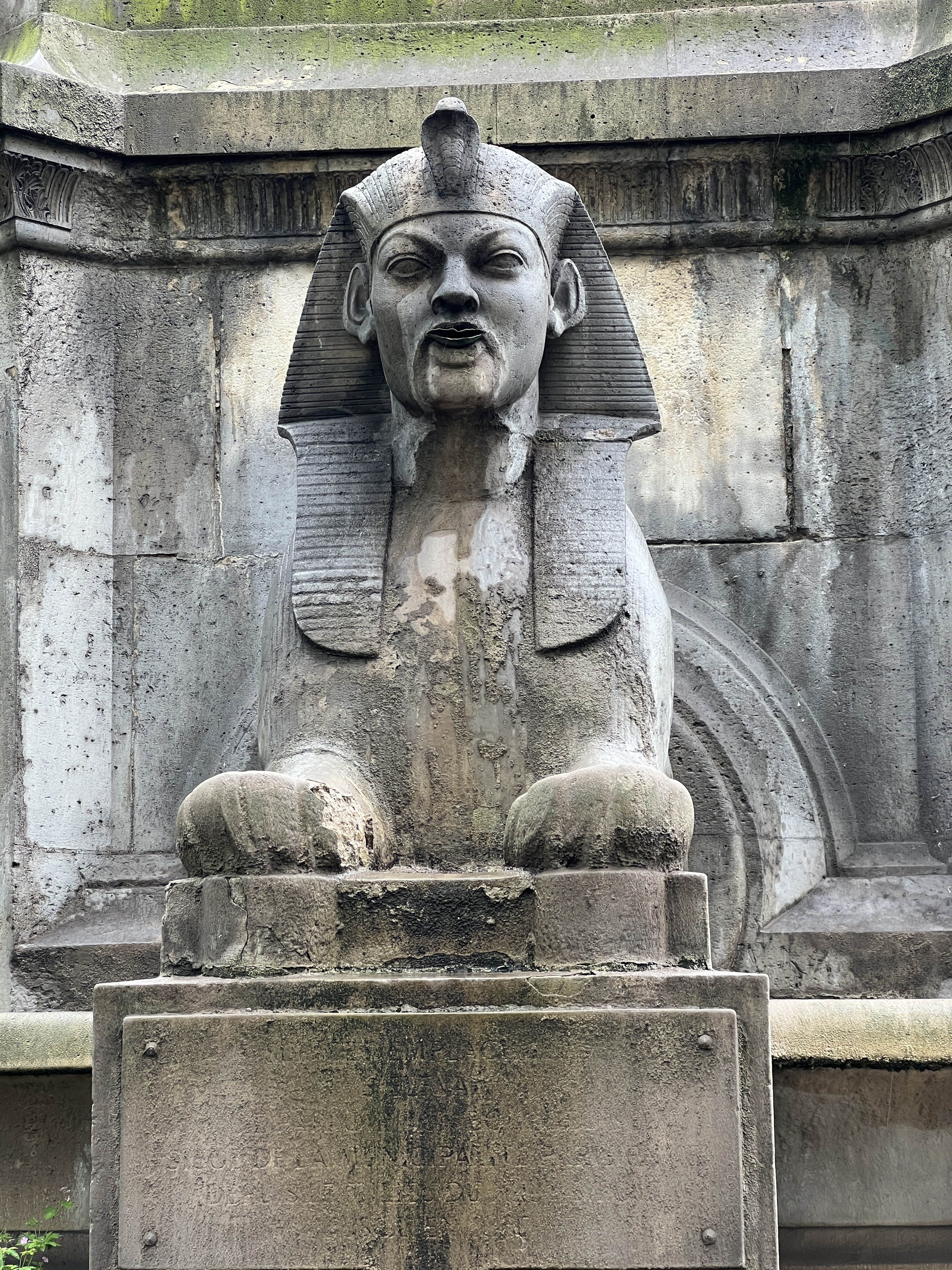
Sfinx